# Hylodes perere
Hylodes perere är en groddjursart som beskrevs av Silva och Benmaman 2008. Hylodes perere ingår i släktet Hylodes och familjen Hylodidae. Inga underarter finns listade i Catalogue of Life.